# Bellvís
Bellvís é um município da Espanha na comarca de Pla d'Urgell, província de Lérida, comunidade autónoma da Catalunha. Tem 46,7 km² de área e em 2021 tinha 2 258 habitantes (densidade: 48,4 hab./km²).

## Demografia
| Variação demográfica do município entre 1991 e 2004 [carece de fontes?] | Variação demográfica do município entre 1991 e 2004 [carece de fontes?] | Variação demográfica do município entre 1991 e 2004 [carece de fontes?] | Variação demográfica do município entre 1991 e 2004 [carece de fontes?] |
| ----------------------------------------------------------------------- | ----------------------------------------------------------------------- | ----------------------------------------------------------------------- | ----------------------------------------------------------------------- |
| 1991                                                                    | 1996                                                                    | 2001                                                                    | 2004                                                                    |
| 2254                                                                    | 2161                                                                    | 2101                                                                    | 2207                                                                    |